# Gustaaf Boeykens
Gustaaf Bernard Mariette Boeykens (Aalst, 26 juli 1931 - 3 december 1998) was een Belgisch politicus en burgemeester voor de BSP.

## Levensloop
Boeykens was boekhouder.
Voor de BSP was hij vanaf 1958 gemeenteraadslid en van 1971 tot 1976 burgemeester van Hamme. Hij was tevens van 1958 tot 1981 lid van de Kamer van volksvertegenwoordigers in het arrondissement Dendermonde. Van 1974 tot 1981 was hij ondervoorzitter van de Kamer. 
In de periode december 1971-oktober 1980 zetelde hij als gevolg van het toen bestaande dubbelmandaat ook in de Cultuurraad voor de Nederlandse Cultuurgemeenschap, die op 7 december 1971 werd geïnstalleerd. Vanaf 21 oktober 1980 tot november 1981 was hij tevens korte tijd lid van de Vlaamse Raad, de opvolger van de Cultuurraad en de voorloper van het huidige Vlaams Parlement. Ook was hij van 1972 tot 1981 lid van de Raadgevende Interparlementaire Beneluxraad.